# 9ヂカラ
9ヂカラ（くヂカラ）は、2011年4月4日から2016年3月31日までKBCラジオで放送された、平日午前の情報生ワイド番組である。
メインパーソナリティの児玉育則を中心に曜日毎にサブパーソナリティを起用して、各パーソナリティの個性に合わせたコーナーが設けられている。

## 放送時間
- 月 - 金曜日： 9:00 - 12:00(JST)(2011年4月4日〜2015年9月25日)

元旦が平日の時は、お正月スペシャルとして9:00 - 13:00までの放送となる。
- 月 - 金曜日： 9:00 - 13:00(JST)(2015年9月28日〜2016年3月31日)

## 出演者
※は後番組のガブリナでも担当。

### メインパーソナリティ
- 児玉育則※（月 - 金曜日）

月 - 木曜は同時間帯のKBCテレビの生ワイド番組『アサデス。』の芸能情報コーナー(9:57 - 10:00)にもレギュラー出演している為、サブパーソナリティにラジオを任せて、9:40頃から10:10頃まで中座する。

### サブパーソナリティ
- 秋本ゆかり（月曜、2015年9月28日〜)
- 山田優子※（火曜）
- 石井裕二（水曜、2015年9月30日〜)
- 西田たかのり（木曜）
- 依布サラサ※（金曜、2015年7月〜9月4日産休）
- 眞璃子 (金曜、2015年7月〜9月4日、依布サラサの産休中の代理)

### サブパーソナリティの変遷
| 期間/曜日                     | 月         | 火                | 水         | 木           | 金         |
| ----------------------------- | ---------- | ----------------- | ---------- | ------------ | ---------- |
| 2011年4月4日 - 2012年3月30日  | 萬田美子   | 太田祐輔 山田優子 | 林さやか   | 西田たかのり | スター高橋 |
| 2012年4月2日 - 2012年12月31日 | 内村麻美   | 太田祐輔 山田優子 | 依布サラサ | 西田たかのり | スター高橋 |
| 2013年1月4日 - 2013年3月29日  | 内村麻美   | 山田優子 三澤澄也 | 依布サラサ | 西田たかのり | スター高橋 |
| 2013年4月1日 - 2014年3月28日  | 内村麻美   | 山田優子 三澤澄也 | 岡本啓     | 西田たかのり | 依布サラサ |
| 2014年3月31日 - 2015年9月25日 | 内村麻美   | 山田優子          | 岡本啓     | 西田たかのり | 依布サラサ |
| 2015年9月28日 - 2016年3月31日 | 秋本ゆかり | 山田優子          | 石井裕二   | 西田たかのり | 依布サラサ |

## コーナー
☆は内包番組、○は前番組ブギウギラジオから引き継いだコーナー

### 現在放送中のコーナー
- 本日のニュースピックアップ
- 氷川きよし節（文化放送制作）☆
- 渡辺徹 家族の時間（文化放送制作）☆
- テレフォン人生相談（ニッポン放送制作）☆○
- ひまわり号レポート○
- 9ヂカラ・クイズ
- 今日のナゴミン。
- 久光製薬 リラックスタイム〜今日も元気に〜（久光製薬提供 企画ネット番組）
- 岩本初恵の幸せをつれてくる言葉（月・火曜日）（熊本放送制作）☆
- 過払い金 まるごと法律相談（火曜日）
- 北九州トレンド・ナビ（木曜日）
- サラ散歩（金曜日）[4]
- ラジオショッピング（9:25頃・11:45頃）○
- KBC朝日新聞ニュース（9:54頃・10:54頃・11:50頃）○
- KBC天気予報（9:56頃・10:56頃・11:52頃）○
- KBC交通情報（9:30頃・10:30頃）○

### 過去に放送したコーナー
- 純喫茶・谷村新司（文化放送制作）☆○
- 久光製薬 リラックスタイム 今日もパシっと!（久光製薬提供 企画ネット番組）○
- 麻美のわくわくイマジネーション（月曜日）
- 過払い金 スッキリ法律相談（火曜日）
- ラジオぽてっと体操（火曜日）☆○
- 知っ得！北九州（木曜日）
- あなたの食卓！教えて！ちゃぶ台（金曜日）